# Pic
Pic (lat. Diplodus puntazzo), pripada obitelji ljuskavki (Sparidae). Naraste u dužinu do 47 cm i dosegne težinu do 2,5 kg. Pravilnog je ovalnog oblika tijela u boku stisnutog, sivosrebrnkaste boje, sa sedam do devet uspravnih crnkastih pruga po tijelu. Od kojih je posljednja šira i smještena je na gornjoj polovici korijena repne peraje. Kod starijih primjeraka poprečne pruge su slabije izražene. Ima šiljasta usta iz kojih viri niz naprijed nagnutih sjekutića. Često ga ljudi znaju zamijeniti za šaraga, ali šarag nema isturene čeljusti i zube poput pica. Uglavnom se drži blizu obale. Ne zalazi dublje od 100 metara, obično se drži dubine od 5 do 20 metara. Nije previše izbirljiv oko vrste dna ali su mu ipak draža kamenita dna obrasla vegetacijom. Voli se skrivati u procjepima kamenja ili među algama.
Mrijesti se u ljetnim mjesecima. Jako dobro podnosi život u akvariju i pogodan je za uzgoj zbog brzog rasta. Pic živi samotnim životom i rjeđe se skuplja u manja jata. Hrani se pridnenim organizmima: ribama, rakovima, mekušcima, ali i algama. Meso mu je jako ukusno i traženo. Osim u Jadranu rasprostranjen je u Mediteranu i istočnom Atlantiku.